# Gefängnis Šiauliai

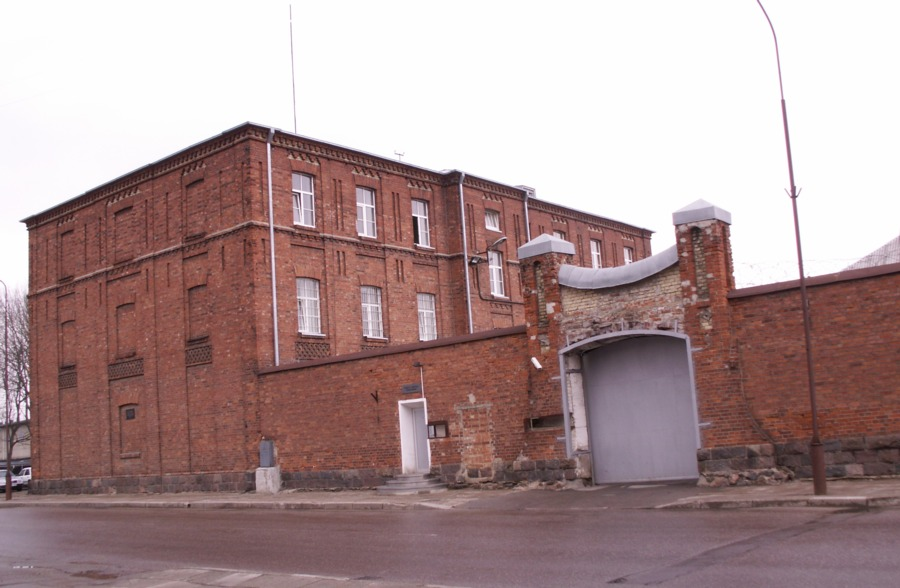
Gebäude

Das Gefängnis Šiauliai (lit. Šiaulių kalėjimas, früher „Untersuchungsisolator Šiauliai“) ist eine Justizvollzugsanstalt (ein Gefängnis) in der litauischen Stadt Šiauliai. Ab 1922 war es ein Gefängnis für Schwerstarbeit, ab 1945 ein Isoliergefängnis für Verhöre in Šiauliai. Die Insassen lernen an der Abteilung für die Erwachsenenbildung des Saulėtekio-Gymnasiums Šiauliai (bis August 2022 lernten sie an der Bildungsabteilung für Justizvollzugsanstalt Šiauliai der Erwachsenenschule Šiauliai).

## Geschichte
Das erste Gefängnis in Šiauliai, das nur etwa 1700 Insassen hatte, wurde 1823 zwischen der heutigen Vilniaus- und der Trakų-Straßen gebaut. Es war ein einstöckiges, langgestrecktes Gebäude, das weiß gestrichen war. Von 1909 und 1911 wurde ein weiteres Gefängnis aus rotem Backstein gebaut. Hier wurden die Teilnehmer an den polnisch-litauischen Aufständen (Novemberaufstand 1831 und Januaraufstand 1863), an der Nationalbewegung und an der Russischen Revolution von 1905 inhaftiert, und den russischen zaristischen Behörden im Russischen Kaiserreich fehlten ständig 24 Zellen. Die Überreste des Weißen Gefängnisses befinden sich noch heute in der Vilniaus-Straße, wo sich die Polizeistation befindet.
Das „rote“ Gefängnis für 150 Gefangene wurde im Sommer 1911 eröffnet. Zwischen 1921 und 1925 wurde das Gefängnis jedoch für 600–700 und manchmal sogar für tausend Gefangene genutzt. Während des Zweiten Weltkriegs wurde neben dem Gefängnis ein jüdisches Ghetto eingerichtet, und in Bačiūnai wurde ein Zwangsarbeitslager betrieben. Im Sommer 1944 wurden Bürger von Šiauliai, die sich den deutschen Behörden widersetzten, im Gefängnishof erschossen. Zu Beginn der zweiten sowjetischen Besatzungszeit wurden Partisanen und Untergrundkämpfer im Gefängnis gefoltert und getötet. Während der sowjetischen Okkupation und Herrschaft wurde ein neuer weißer Ziegelsteinblock gebaut, und das Isolationszentrum für Verhöre in Šiauliai verfügte über 104 Zellen, aber die Gefangenen mussten in Etagenbetten schlafen, die bis zu drei Stockwerke hoch waren, da es bis zu anderthalbtausend Häftlinge gab.